# Manuel Siqueira Belo
Manuel Siqueira Bello (Clevelândia, 3 de junho de 1902 – Rio de Janeiro, 28 de maio de 1985) foi um político brasileiro.
Filho de Diogo Siqueira Bello e de Maria Francisca Bello. Casou com Alba Allet Bello, teve três filhos: Nilo Bello, Sinval Bello e Ney Douglas Bello.
Foi deputado à Assembleia Legislativa de Santa Catarina na 2ª legislatura (1951 — 1955) e na 4ª legislatura (1959 — 1963), como suplente convocado.